# PGC 213948
LEDA/PGC 213948 ist eine Spiralgalaxie im Sternbild Jungfrau auf der Ekliptik. Sie ist schätzungsweise 1 Milliarde Lichtjahre von der Milchstraße entfernt und hat einen Durchmesser von etwa 135.000 Lichtjahren. Vom Sonnensystem aus entfernt sich das Objekt mit einer errechneten Radialgeschwindigkeit von näherungsweise 23.300 Kilometern pro Sekunde.
Im selben Himmelsareal befinden sich unter anderem die Galaxien NGC 4178, IC 3038, IC 3040, PGC 1386346 und der Stern HD 106210.